# تحطم سكة حديد سالزبوري 2021
تحطم سكة حديد سالزبوري 2021 في مساء يوم 31 أكتوبر 2021 اصطدم قطاران في سالزبوري ويلتشاير في إنجلترا. وقع الحادث في نفق فيشرتون على بعد حوالي ميل واحد (1.6 كم) من محطة سكة حديد سالزبوري بعد خروج أحد القطارات عن مساره. حضرت شرطة الطوارئ وسيارات الإطفاء مكان الحادث، وأفادت التقارير بإصابة 17 شخصًا، وبالتالي نقلوا إلى المستشفى.

## الحادث
في مساء يوم 31 أكتوبر 2021 اصطدمت خدمة سكة حديد غريت ويسترن 17:08 من ميناء بورتسموث إلى بريستول تمبل ميدز بجسم بالقرب من نفق فيشرتون، على بعد حوالي ميل واحد (1.6 كم) شمال شرق محطة سكة حديد سالزبوري. خرجت عربتها الخلفية عن مسارها، وفي الساعة 18:46 بتوقيت جرينتش اصطدمت بخدمة السكك الحديدية الجنوبية الغربية في الساعة 17:20 من لندن واترلو إلى هونيتون. كان كلا القطارين من تبعية السكك الحديدية البريطانية. كانت خدمة سكة حديد غريت ويسترن من الفئة 158 وكانت خدمة السكك الحديدية الجنوبية الغربية من الفئة 159.
تم الإبلاغ عن 17 إصابة وإحالتهم إلى المستشفى، على الرغم من أنه لا يُعتقد أن أيًا منها خطير. حوصر سائق أحد القطارات في البداية في سيارته قبل نقله إلى المستشفى. حضرت شرطة ويلتشير وشرطة النقل البريطانية مكان الحادث، كما فعلت دائرة الإطفاء والإنقاذ دورست آند ويلتشير التي أعلنت عن «حادثة كبيرة». وأرسلت القوات الجوية التابعة للشرطة الوطنية وخفر السواحل البريطاني طائرات هليكوبتر إلى مكان الحادث. تم استخدام كنيسة القديس مرقس كمركز لإصابات الركاب الذين تم إجلاؤهم.

## التبعات
أدى الحادث إلى إغلاق كل من خط ويسسيكس الرئيسي وخط غرب إنجلترا، مما أثر على الخدمات بين ميناء بورتسكوث وويستبوري، وما بين خطي باسينغستوك و إيستر سانت دايفيدز على التوالي. من المتوقع أن يظل خط السكة الحديد عبر نفق فيشرتون مغلقًا حتى 5 نوفمبر على أقرب تقدير.

## التحقيق
قام فرع التحقيق في حوادث السكك الحديدية المسؤول عن التحقيق في حوادث السكك الحديدية في المملكة المتحدة بنشر مفتشين في مكان الحادث. كما يقوم مكتب السكك الحديدية والطرق بالتحقيق.